# 남애벌론-부린 해양성 척박지
남애벌론-부린 해양성 척박지(South Avalon-Burin oceanic barrens)는 캐나다에 소재한, 국제자연기금에서 정의한 타이가다.
뉴펀들랜드 래브라도주 애벌론반도와 부린반도의 남쪽 끝에 해당한다.